# 宽昭龙船花
宽昭龙船花（学名：Ixora foonchewii）为茜草科龙船花属下的一个种。

## 扩展阅读
- 維基物種上的相關：宽昭龙船花